# قائمة لغات التواصل المشترك

تعتبر اللغة الإنجليزية على قائمة لغات التواصل المشترك،وأكثرها انتشارا

قائمة لغات التواصل المشترك هي قائمة من لغات تواصل تستخدم للتواصل بين شخصين لا تجمعهم لغة أم واحدة وتنتشر لغات التواصل المشترك على نطاق واسع بشكل أكبر من عدد الأفراد الناطقين بها كلغة أم وعادة ما تكون لغة علوم أو كلغة للتجارة الدولية. مثال على ذلك العربية إذ بقيت لغة التواصل المشترك بين شعوب الخلافة العباسية خلال القرون الوسطى كما أصبحت اللغة العربية هي لغة المعارف والعلوم، وفي العصر الحالي تمثل اللغة الإنجليزية لغة التواصل المشترك الأكثر استعمالًا.

## القائمة
وفيما يلي مجموعة من لغات تواصل مشترك ندرجها كالتالي حسب القارات:

### إفريقيا
- لغة عربية
- لغة أفريقانية
- لغة فولانية
- لغة هوسية
- لينغالا
- السانغوية
- لغة سواحلية
- لغة ولوفية

### آسيا

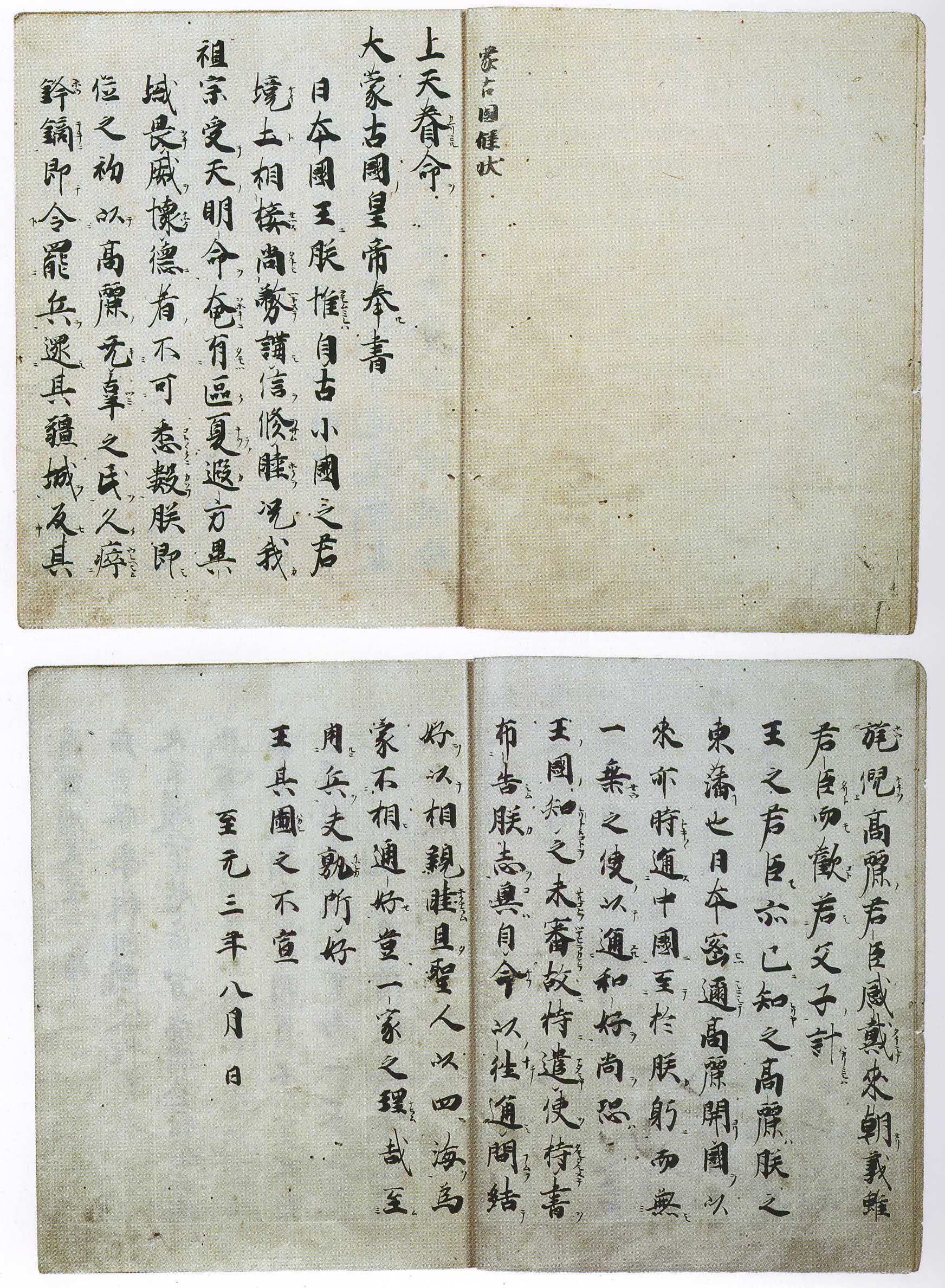
رسالة مؤرخة سنة 1266م من قوبلاي خان حاكم لإمبراطورية المغولية إلى «ملك اليابان» (日本 國王) باللغة الصينية الكلاسيكية، المخزنة حاليا في تودائي-جي، نارا، اليابان.

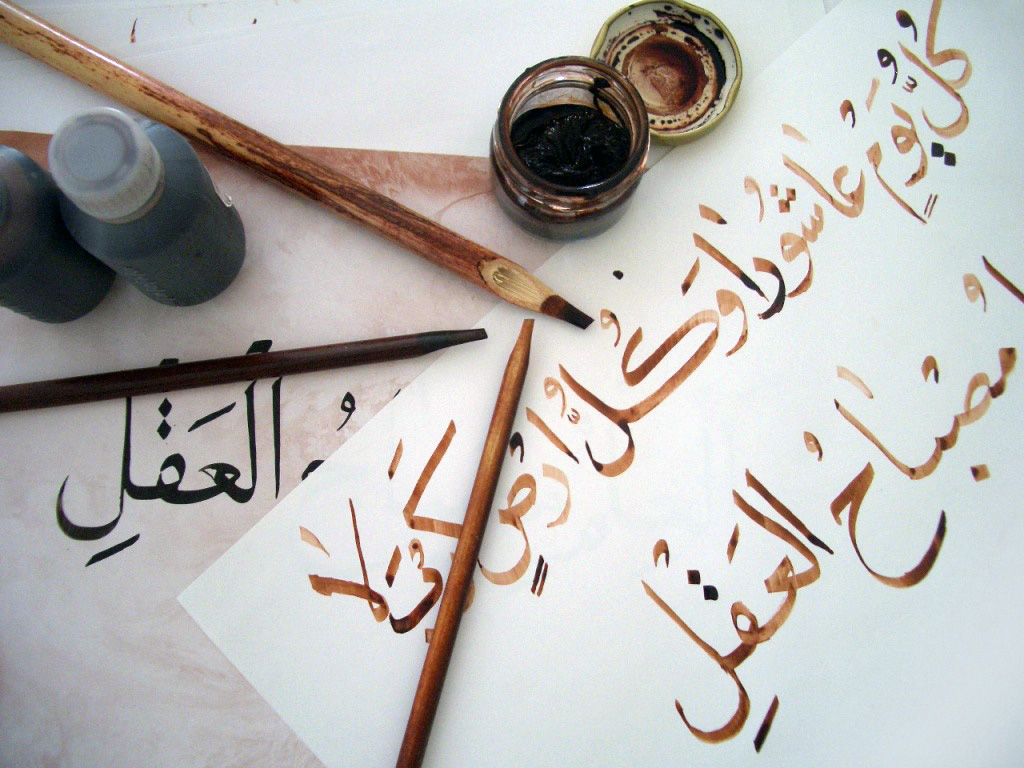
نص مكتوب بالخط العربي

- لغة عربية
- لغة صينية كلاسيكية
- لغة أكدية
- لغة آرامية
- لغة أذرية
- لغة فارسية
- لغة عبرية
- لغة هندوستانية
- لغة أردية
- لغة ملايو
- لغة نيبالية
- لغة تاغالوغية

### أوروبا
- الإنجليزية
- الروسية
- الألمانية
- الفرنسية
- الإيطالية
- الإسبانية
- البرتغالية
- لغة صربية كرواتية
- الدنماركية
- الألمانية الدنيا
- اليونانية
- لغة لاتينية
- الهولندية
- لغة يديشية

### قارة أمريكا

#### أمريكا الشمالية
- الإنجليزية
- الإسبانية
- الفرنسية
- الشينوك جارجون
- أوكانيشي Occaneechi
- لغة ناهواتل الكلاسيكية Classical Nahuatl language

- الإسبانية
- البرتغالية
- الإنجليزية
- التوبية

ي، language
- ا

### اللغات البنجية والمولدة
اللغة الكريولية أو اللغة المولدة هي اللغة التي وجدت من تخالط بعض اللغات وغدت لغة طبيعية.
أما اللغات النجية فتعني البدجن مصطلح يطلق على أي لغة تنشأ غالبا بشكل تلقائي من اختلاط عدة لغات كوسيلة للتخاطب بين الناطقين بلغات مختلفة. تتسم اللغات الرطنة بنحو بدائي ومفردات محدودة. وهي تصلح كلغات اتصال مساعدة وغالبا ما تكون مرتجلة لذا يصعب تعلمها.
يمكن للغات الرطنة أن تتطور إلى اللغات الكريولية، مما يتطلب تعليمها للأطفال منذ الصغر، ليساهموا بدورهم في وضع مجموعة من القواعد النحوية المتكاملة التي تؤدي لتنظيم اللغة واستقرارها. حيث يمكن مقارنتها في هذه المرحلة من حيث التعقيد مع أي لغة أخرى. غالبا ما تحل الكريولية في مجتمع ما محل خليط اللغات التي كانت مستخدمة في هذا المجتمع ولتصبح فيما بعد لغته الأم (مثل كريولية سييرا ليون وتوك بيسين في بابوا غينيا الجديدة). ولكن أحيانا، تنحى اللغات البدجنية منحى آخر لتتحول إلى لغات ميتة أو مهملة.
ومن أهمهم في قارة أمريكا كلغات تواصل مشترك نجد:
- غينيا كريول العليا Upper Guinea Creole
- لغة توك بيسين